# Plateosaurus longiceps
Plateosaurus longiceps es una especie del género extinto Plateosaurus de dinosaurio sauropodomorfo plateosáurido que vivió durante el período Triásico, hace entre 210 a 204 millones de años, en lo que hoy es Europa. Esta especie fue descrita por Jaekel en 1913 de los pozos de arcilla de Halberstadt.